# Champoly
Champoly este o comună în departamentul Loire din sud-estul Franței. În 2009 avea o populație de 277 de locuitori.

## Evoluția populației
| An        | 1975 | 1982 | 1990 | 1999 | 2006 | 2009 |
| --------- | ---- | ---- | ---- | ---- | ---- | ---- |
| Populație | 361  | 373  | 307  | 260  | 276  | 277  |